# Csillag László (fizikus)
Csillag László (Budapest, 1934. február 23. –) magyar lézerfizikus, kandidátus, az első magyarországi gázlézer megalkotója, 1957 és 2002 között a KFKI tudományos főmunkatársa. Kutatási területei az optikai spektroszkópia és a lézerfizika.

## Életút

### Gyermekkora, tanulmányai
Édesapja Csillag József Pál (1891–1968) hajózási tisztviselő, édesanyja Türr Stefánia Adél (1897–1982) háztartásbeli. 1934. február 23-án Budapesten született hatodik gyermekként, testvérei: Ferenc, Ilona, Alajos, Mária és Vilma. A második világháborút a család Budapesten vészelte át nagy szegénységben. 1945 tavaszán meghalt két legidősebb testvére, Ilona és Ferenc. Elemi iskoláit Budapesten végezte, majd 1949-ben Zircre került a ciszterci gimnáziumba. Innen 1951-ben – a magyarországi ciszterci szerzetesrend feloszlatása után – került a Pannonhalmi Bencés Gimnáziumba. 
Érettségi után jelentkezett az Eötvös Loránd Tudományegyetem (ELTE) fizikus szakára, de (az egyházi középiskola miatt) a jelentkezési lapot az állami szervek nem is továbbították, így egy évet dolgoznia kellett. Érettségi után gyári munkás volt az egykori Csonka gépgyárban, részt vett növénypreparátori tanfolyamon, végül a Műegyetem Atomfizika tanszékére vették fel laboránsnak. 1953-ban felvették az ELTE fizika–matematika tanár szakjára, melyet 4 év múlva, 1957-ben kiváló eredménnyel fejezett be. 

### Tudományos pályája
Néhány hónapos középiskolai tanárság után, 1958-ban a Központi Fizikai Kutatóintézet Budafoki úton működő Spektroszkópiai Osztály Molekulaspektroszkópiai Csoportjába került. 1959-ben az osztály megszűnésekor a Fizikai Optikai Laboratórium munkatársa lett, 1962-tól dolgozott Csillebércen. 
Beosztásai a KFKI-ban: 1958–1962 között tudományos segédmunkatársként kezdett, majd 1962–1972 között tudományos munkatársként folytatta tevékenységét. 1974-ben a fizikai tudomány kandidátusa lett. 1972–1998: tudományos főmunkatárs. 1972–1980 között a Lézerfizikai Osztály vezetője, 1980–1986 között pedig az Optikai Főosztály helyettes vezetője. 1986-tól 1998-ig az intézet tudományos titkára. 1998-tól nyugdíjas tudományos főmunkatársként folytatta tevékenységét. 

#### Fontosabb kutatási területei
- 1958–1968: Az atomos H spektruma finomszerkezetének vizsgálata
- 1964–1970: He-Ne lézerek kutatása és fejlesztése
- 1970–1974: He-Cd+ lézerek kutatása és fejlesztése
- 1973–1982: Üregkatód-gerjesztésű fémgőz-nemesgáz (He-Cd+, He-Cu+), illetve nemesgáz-keverék (He-Ne, He-Kr+, He-Ar+) lézerek gerjesztési folyamatainak és módus-szerkezetének kutatása
- 1978–1988: Lézerfény és folyadékkristályok kölcsönhatásának kutatása
- 1988–: Üregkatódban gerjesztett lézerátmenetek nyomási, illetve Stark- kiszélesedésének vizsgálata nagy felbontóképességű (Fabry-Perot) spektrométerrel

Pályafutása során szovjet, finn, bolgár és amerikai fizikusokkal is dolgozott együtt.

## Tudományos eredményei

### Részvétel az első magyar lézer (He-Ne, 1,15 μm) megépítésében
1963-ben részese volt az első magyarországi, infravörös hullámhosszú lézer megépítésének, mely december 6-án a Fizikai-Optikai Laboratóriumban készült el. Ez volt az első működő lézer Magyarországon, egy infravörös fényt sugárzó hélium-neon gázlézer. Az új korszakot megindító eredmény Bakos József, Csillag László, Kántor Károly és Varga Péter nevéhez fűződik. Ez annyiban jelentett előrelépést Ali Javan lézeréhez képest, hogy a tükrök a vákuumrendszeren kívülre kerültek. A másik különbség, hogy a tükrök anyaga nem dielektrikum, hanem ezüstréteg volt, ezért a lézer több hullámhosszon is működött – 1,15, 2,39 és 3,39 mikrométeren. 1965-ben Csillag László a deutérium színkép finom struktúrájának kimérésével igazolta a Sommerfeld-Dirac elméletet. Ugyanebben az évben, 1965-ben építették meg a KFKI-ban az első látható hullámhosszon – 0,63 mikronon – működõ He-Ne lézert (Bakos József, Csillag László, Kántor Károly és Salamon Tamás).

### A Rydberg-állandó új értékének meghatározása
A deutérium atom Balmer-vonalai finomszerkezetének mérése és a Rydberg-állandó értékének újabb meghatározása című értekezése alapján lett a fizikai tudomány kandidátusa 1974-ben. Erről tartotta első nemzetközi tudományos előadását Angliában egy konferencián.

### Üregkatódos gerjesztésnél egymódusú lézerműködés kimutatása
- He-Cd+ zöld (λ=538 nm) (1973)
- He-Ne vörös (λ = 633 nm) (1981)
- He-Kr+ kék (λ = 469 nm) lézernél (1984)
- He-Cd+, He-Ne, He-Kr+ lézereknél a nyomási kiszélesedés kísérleti meghatározása (1991-92)
- A Stark-kiszélesedés szerepének kimutatása (2001-2004).

1970-ben megépült az elsõ He-Cd+ lézer (Csillag László, Jánossy Mihály, Kántor Károly, Rózsa Károly)

### Nematikus folyadékkristályok lézer-indukált átorientálásának kimutatása és értelmezése (1978-1988)
Tudományos munkájának ezen területén születtek a máig legrelevánsabb és leginkább idézett nemzetközileg elismert cikkei. Legfontosabb cikke: The Effect of AN Optical-field ON The Nematic Phase of The Liquid-crystal Ocbp.

## Családja
1957. december 28-án nősült meg, felesége Faggyas Janka. Gyermekei: Kristóf (1959), Dóra (1961), Luca (1963), Sára (1972). 2024 decemberében 17 unokája és 34 dédunokája volt.

## Díjak, elismerései
- 1966 - Eötvös Loránd Fizikai Társulat Schmid Rezső-díj: Csillag László és Bakos József[4]
- 1972 - KFKI Intézeti díj, I. fokozat: Csillag László (Rydberg-állandó meghatározása)[4]1974 - KFKI Intézeti díj, II. fokozat: Csillag László, Jánossy
- Mihály, Majorosi Antal, Rózsa Károly, Salamon Tamás, Tóth József (hélium-neon gázlézer)[4]
- 1980 - KFKI Közművelődési Díj: Csillag László, Horváth Zoltán, Lukács Béla[4]
- 1983 - Tudományos Ismeretterjesztő Társulat: Csillag László ("A tudományos ismeretek terjesztésében végzett eredményes és áldozatkész munkásságáért" - oklevél)[7]
- 1987 - KFKI Jánossy Díj:
  - Jánossy András, Hajtó János, Csillag László (lézerrel indukált nem lineáris optikai jelenségek folyadékkristályokban és amorf fémekben)[4]
  - Jánossy Mihály, Rózsa Károly, Csillag László, Tóth József (üreges katódú lézerek)[4]

- 1989 - Optikai, Akusztikai és Filmtechnikai Egyesület Petzval József-emlékérem: Csillag László[7]
- 2002 - MTA Főtitkári dicséret: Csillag László[7]

## Könyvei

### A lézerek titkai (1987)
"A szuperhős előrántja lézerpisztolyát, vakító fénysugár villan, s az ellenfél porrá, hamuvá foszlik. Tudományos-fantasztikus filmekben vajon ki ne találkozott volna ilyen jelenettel? A kép látványos, sőt valóban fantasztikus, de mennyi köze van a tudományhoz?" - teszik fel a kérdést könyvük elején a szerzők, akik foglalkozásukhoz híven - Dr. Kroó Norbert, akadémikus, a KFKI tudományos igazgatója, Dr. Csillag László, a fizikai tudományok kandidátusa, a KFKI tudományos osztályvezetője régóta foglalkoznak lézerkutatásokkal - elsősorban műszaki, elméleti érdeklődésű fiatalok számára foglalják össze a lézerekkel kapcsolatos legfontosabb elméleti és gyakorlati ismereteket, különlegesen gazdag és bőséges illusztrációs ábrák segítségével.

### Kísérleti spektroszkópia (1990)
Mátrai Tibor 1963-ban Gyakorlati spektroszkópia címen megjelent műve az évek folyamán – a szerző szándéka szerint – valóban a kísérleti spektroszkópiával foglalkozók kézikönyve lett. Az 1990-es, jelentősen átdolgozott kiadásban Csillag László megőrizte az eredeti mű ma is hasznos ismeretanyagát, kijavította néhány tévedést, továbbá kiegészítette az azóta eltelt negyedszázad számos fontos újdonságával: pl. a lézeres spektroszkópia elemeivel, az atomabszorpciós spektroszkópia és a reflexiós spektroszkópia alapjaival, a fénydetektálás és az optikai rácsok területén elért újabb eredményekkel. Mindenütt a kísérleti spektroszkópos eligazodásához szükséges alapismeretek szabatos összefoglalására törekedett. Erre utal a címváltozás, amit maga Mátrai Tibor javasolt.

## Főbb publikációi
Összesen 3 könyv és több mint 30 idegen nyelvű cikk szerzője. Tudományos hivatkozásainak száma 2024 decemberében 810. A publikációk az mtmt-ben megtalálhatók.

### Leginkább hivatkozott munkái
- Zolotko, AS; Kitaeva, VF; Kroo, N; Sobolev, NN; Csillag, L: The Effect of AN Optical-field ON The Nematic Phase of The Liquid-crystal Ocbp. 
Jetp Letters 32: 2 pp. 158-162., 5 p. (1980)
Független idézők disszertáció és egyéb típusúak nélkül: 265
- Jánossy, I; Csillag, L; Lloyd, AD: Temperature dependence of the optical Fréedericksz transition in dyed nematic liquid crystals. 
Physical Review A 44: 12 pp. 8410-8413., 4 p. (1991)
Független idézők disszertáció és egyéb típusúak nélkül: 134
- Mezei, P; Cserfalvi, T; Csillag, L: The spatial distribution of the temperatures and the emitted spectrum in the electrolyte cathode atmospheric glow discharge. 
Journal of Physics D: Applied Physics 38 pp. 2804-2811., 8 p. (2005)
Független idézők disszertáció és egyéb típusúak nélkül: 80
- Csillag, L; Janossy, I; Kitaeva, VF; Kroo, N; Sobolev, NN: The Influence of The Finite Size of The Light Spot ON The Laser-induced Reorientation of Liquid-crystals. 
Molecular Crystals and Liquid Crystals Letters 84: 1-4 pp. 125-135., 11 p. (1982)
Független idézők disszertáció és egyéb típusúak nélkül: 36